# Ericsongambiet
Het Ericsongambiet is in de opening van een schaakpartij een variant binnen het aangenomen damegambiet en het heeft de volgende beginzetten: 1.d4 d5 2.c4 dc 3.Pf3 b5
Eco-code D 21.
Het gambiet is ingedeeld bij de gesloten spelen.